# 自大狂

患有自大狂的患者在他們頭腦中錯誤地認知將自己保持著非常高尚的地位.其實他們並非如此。

自大狂（Grandiose delusions (GD), delusions of grandeur, delusions of grandeur, expansive delusions 或 megalomania）是一种对财富、权力和天赋等过于关注的病态人格。自大狂对宏大和奢侈有特别的要求比如名声、社会影响力和物质财富等，一般被认为是偏执狂的一种表现形式。

## 另見
- 傲慢
- 自利性偏差
- 自戀
- 虚荣
- 鄧寧-克魯格效應
- 骄傲